# رادیکال اوکتاتترائینیل
رادیکال اوکتاتترائینیل (به انگلیسی: Octatetraynyl radical) یک ترکیب شیمیایی آلی با فرمول مولکولی C۸H است. ساختار این مولکول یک رادیکال آزاد است، دارای هشت کربن است به‌طوری که پیوندهای سه‌گانه و یگانه در آن به‌صورت متناوب تکرار شده‌اند.